# Каэтани, Микеланджело
Микеланджело Каэтани (итал. Michelangelo Caetani; 1804—1882) — итальянский политик, литературовед и скульптор.
Был папским министром полиции в 1848 г. После присоединения Рима к Итальянскому королевству был избран в итальянский парламент. В 1865 совершенно ослеп. Как скульптор известен мраморной статуей «Связанный Амур». Из его сочинений о Данте были наиболее заметны: «Della dottrina che si nasconde nell' ottavo е nono canto dell' Inferno» (Рим, 1852); «La matena della Divina Commedia» (Рим, 1868); «Trechiose nella Divina Commedia» (Рим, 1876).